# Христо Бурмов
Христо Бурмов (болг. Христо Бурмов нар. 23 вересня 1869, Габрово — пом. 23 грудня 1936, Софія) — болгарський військовий діяч, генерал-лейтенант.

## Біографія
Народився в Габрово в 1869 році, в 1889 році закінчив Військове училище в Софії. У 1898 році закінчив Військове училище в Турині. Потім служив на різних командних посадах в болгарській армії. У 1904 році призначений військовим аташе в Австро-Угорщині. У 1907 призначений командувачем піхотним батальйоном. У 1911 році командир піхотного полку.

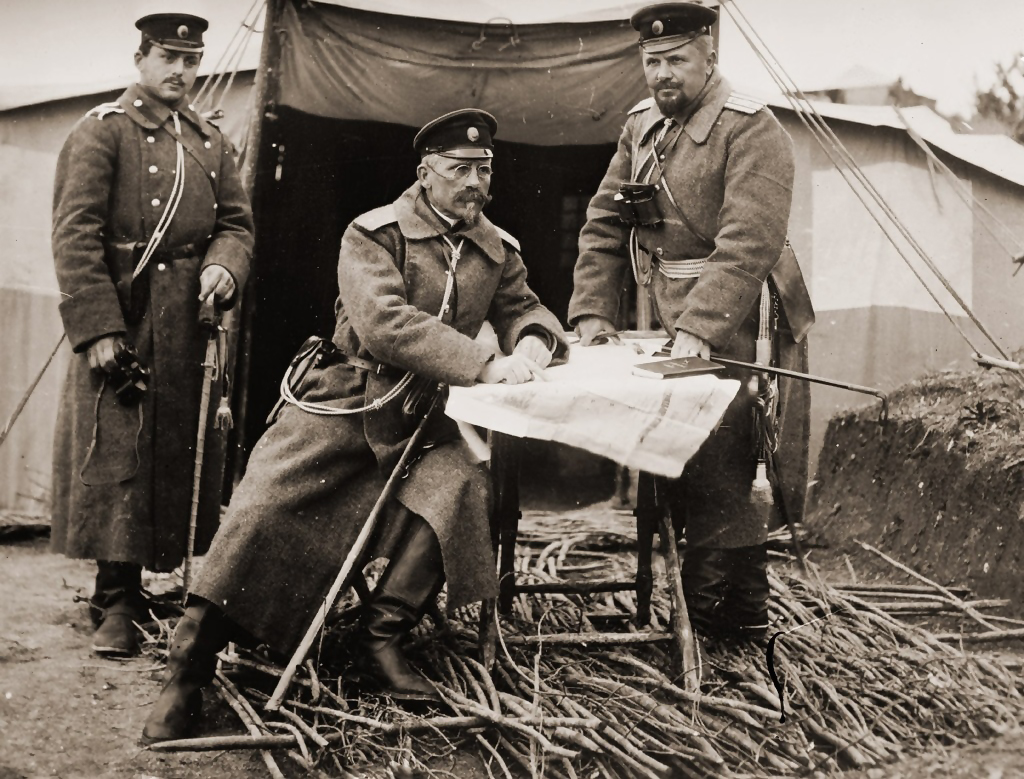
Христо Бурмов (справа)

Брав участь в Балканських війнах на посаді начальника штабу піхотної дивізії. У 1915 році Болгарія вступила в Першу світову війну, хоча Бурмов не був прихильником війни і вважав рішення болгарських політиків виступити на боці Німеччини помилковим. Однак був призначений командиром 3-ї піхотної дивізії і взяв активну участь у розгромі сербських військ в Македонії. Також частини під командуванням полковника Бурмова беруть активну участь в успішній для болгар битві при Кріволаке.
У квітні 1916 році призначений командувачем 10-ї піхотної дивізії. Брав участь у бойових діях на узбережжі Егейського моря. У 1917 році Бурмову присвоєно звання генерал-майора і призначено командувачем 2-ї піхотної дивізії в Македонії. 17 липня 1918 року призначений начальником генштабу болгарської армії. 
Був одним з головних винуватців прориву союзними військами болгарського фронту. З початком наступу військ Антанти, Бурмов не надавав великого значення прориву фронту і сподівався, на те що положення незабаром буде відновлено, проте він не врахував, що багато болгарських частини вже відмовлялися воювати і вимагали укладення миру.
Після війни стає військовим дослідником, незадовго до смерті йому присвоєно звання генерал-лейтенант. Помер в Софії 23 грудня 1936 року.

## Нагороди
- Орден «За хоробрість» III і IV ступеня
- Орден «Святий Олександр» II і III ступеня
- Орден «За військові заслуги» II ступеня
- «За військові заслуги» (Османська імперія)
- Золотий орден «Ліякат» (Османська імперія)